# Mario Golf
Mario Golf (マリオゴルフ64, Mario Gorufu Rokujūyon, Mario Golf 64) é um jogo de esportes desenvolvido pela Camelot Software Planning e publicado pela Nintendo para o Nintendo 64 em 1999.
Mario Golf foi relançado no Virtual Console Wii no Japão em 30 de setembro de 2008, na América do Norte em 6 de outubro de 2008 e na Europa e Austrália em 23 de janeiro de 2009.

## Jogabilidade
Os jogadores poderam jogar com uma variedade de personagens, incluindo Mario, Luigi, Princesa Peach, Yoshi e o Wario. O jogo também apresenta Plum, Sonny, Harry, Maple e Charlie, novos personagens criados pela Camelot especificamente para o jogo, que não apareceram desde então (salvo para a aparição de Plum como um troféu em Super Smash Bros. Melee e como uma etiqueta em Super Smash Bros. Brawl. Os jogadores podem escolher entre um número de campos que apresentam características adaptadas ao mundo da Nintendo. Mario Golf também é muito fácil de jogar (também conhecido como um jogo de "pegar e jogar")pois torna o golfe muito simples, porque acaba com muitos dos aspectos da vida real que são complicados do esporte que são encontrados em jogos como Tiger Woods PGA Tour 2006. Embora o jogo é fácil de jogar e simples na aparência, o motor do jogo é muito profundo e há uma infinidade de variáveis que podem afetar um tiro, como força e direção do vento (indicado por um Boo), chuva, atributos individuais dos personagens, efeitos na bola e alívio da terra. Existe uma grande variedade de modos no jogo, incluindo speed golf, ring shot, mini-golf e skins match. Cada personagem do jogo tem registrado amostras de voz que podem ser usados para comentar sobre tiros do adversário.

## Recepção
O jogo recebeu críticas em sua maioria positivas dos críticos. O GameSpot descreve o jogo como fácil de jogar, por ter características simples e por "remover as conjecturas para os jogadores que não estão familiarizados com as nuances sutis do golfe" o que pode afastar muitos jogadores.  A IGN afirmou: "Quando se trata da complexidades que fazem o jogo de golfe mais amado e frustrante do planeta, Mario Golf tem tudo isso. Desafiador, mas você vai ser atraído por ele por causa da natureza do golfe e seu temor de que o "joguinho dos desenhos animados" está zombando de você."

## Sequência
A sequência para este jogo, Mario Golf: Toadstool Tour, foi lançada para o Nintendo GameCube, em 2003.